# Dieter Bach (Mediziner)
Rolf Dieter Bach (* 23. Oktober 1959 in Mülheim an der Ruhr) ist ein deutscher Mediziner und Nephrologe.

## Leben
Rolf Dieter Bach studierte von 1978 bis 1984 Humanmedizin an der Heinrich-Heine-Universität Düsseldorf. 1985 wurde er zum Doktor der Medizin promoviert und untersuchte dabei den klinischen Verlauf bei 100 Nierentransplantationen im Universitätsklinikum Düsseldorf unter besonderer Berücksichtigung der postoperativen Transplantatfunktion.
1994 habilitierte er sich mit einer Schrift über neue Aspekte zu entzündlichen glomerulären Erkrankungen in der Nativniere und im Nierentransplantat. Von 1985 bis 1997 arbeitete Rolf Dieter Bach unter der Anleitung seines Doktorvaters Bernd Grabensee an der Heinrich-Heine-Universität Düsseldorf und widmete sich kontinuierlichen klinischen und wissenschaftlichen Forschungen im Bereich der Nephrologie.
1991 erlangte Bach die Gebietsbezeichnung „Innere Medizin“ der Ärztekammer Nordrhein. 1992 folgte die Teilgebietsbezeichnung "Nephrologie" der Ärztekammer Nordrhein. Neben dieser Teilgebietsbezeichnung qualifizierte sich Bach auch 2002 mit der Schwerpunktbezeichnung „Diabetologie (DDG)“ auf die 2006 die Zusatzweiterbildung „Diabetologie“ der Ärztekammer Nordrhein folgte. Außerdem erlangte Bach 2005 die Bezeichnung „Hypertensiologie“ der Deutschen Hochdruckliga.
Von 1997 bis 1999 war Bach leitender Arzt der Abteilung für Nephrologie und Dialyse des Klinikums Krefeld und des KfH Nierenzentrums Krefeld. Er wurde 1999 zum Direktor der Medizinischen Klinik III des Städtischen Klinikums Krefeld gewählt. Dies blieb er bis zum 30. September 2013. Von 2005 bis 2007 war er ärztlicher Direktor des Klinikums. Heute gehört das Klinikum Krefeld zu der Gruppe der Helios Kliniken.
2000 wurde er zum außerplanmäßigen Professor für das Fachgebiet Innere Medizin an der Heinrich-Heine-Universität Düsseldorf ernannt.
Seit dem 1. Oktober 2013 ist Bach Vorstandsvorsitzender und Medizinischer Vorstand des KfH Kuratorium für Dialyse und Nierentransplantation. Unter seiner Führung entwickelte sich das KfH mit dem Schwerpunkt Dialyseversorgung zum nephrologischen Gesamtversorger.

## Ehrungen
- 2009: Posterpreis 184. Jahrestagung Rheinisch-Westfälische Gesellschaft für Innere Medizin (Klein/Bach)
- 2008: HELIOS net@work Award
- 2002: Posterpreis „Klinische Nephrologie“ (Growe/Bach) 33. Jahrestagung der Deutschen Gesellschaft für Nephrologie, Düsseldorf
- 1997: Eurotransplant Award 1997 (Klein/Bach) Leiden, Niederland

## Mitgliedschaften
- Deutsche Gesellschaft für Innere Medizin e.V.
- European Renal Association – European Dialysis and Transplantat Association (ERD-EDTA)
- Deutsche Gesellschaft für Nephrologie e.V.[5]
- Gesellschaft für Internistische Intensivmedizin e.V.
- Deutsche Diabetes Gesellschaft e.V.
- Rheinisch-Westfälische Gesellschaft für Innere Medizin[6]
- Deutsche Hochdruckliga e.V.
- Deutsche Nierenstiftung
- Verein für Tumor und Palliativmedizin linker Niederrhein e.V.
- Gesundheitswirtschaft Rhein-Main e.V.
- Bundesverband Deutscher Stiftungen
- Rudolf Pichlmayr-Stiftung
- KfH Kuratorium für Dialyse und Nierentransplantation e.V. (Vorsitzender)

## Medizinisch-soziale Aktivitäten
- Seit Juli 2016 Mitgliedervertreter Continentale Versicherung (Dortmund)[7]
- Seit Dezember 2016 Vorstand der Rudolf-Pichlmayr-Stiftung (Hannover)[8]
- Seit Oktober 2002 Schirmherr des Vereins Familiäre Zystennieren e.V. Rhein-Ruhr[9]